# قيصر تعاسيف
قيصر التعاسيف ( 574 - 649 هـ )الموافق ( 1178- 1251 م ) هو عالم الدين قيصر بن أبي القاسم بن عبد الغني.
عالم في الرياضيات وكذلك هو مهندس .. كانت ولادته في أصفون في صعيد مصر. وعمل في ديوان المال وأثناء عمله سجل كثيرا من الملاحظات والانتقادات لنظام الدواوين في مصر، مما دفعه إلى دراستها ثم تنظيمها، وقد ظلت أفكاره الإدارية هذه متبعة مدة طويلة في الديوان القاهري. ولكنه لم يستمر في عمله في الديوان، إذ انتقل إلى الموصل حيث تتلمذ هناك على يد كمال الدين أبي عمران ابن يونس في علمي الفلك والموسيقى. ثم ارتحل إلى الشام واستقر في حماة، وهناك ظهرت موهبته وعلا صيته، حتى لقب بعلم الدين وبالمهندس.
أقام زماناً في حماة بسوريا. وخدم صاحبها المظفر محمود ابن الملك المنصور محمد بن تقي الدين عمر. وقام ببناء أبراج فلكية، وأيضاً الطاحونة المسماة رحى الغزالة وقد صممت هذه الرحى بحيث عمل لها صورة أسد من حجر نافر وحجز الماء بحواجز ليعلم أصحاب الرحى من هذا الحجر سير رحاهم إذا طغى النهر فمتى غمر هذا الحجر بالماء لا تبقى رحى دائرة ومتى غيض الماء عنها علموا أن الرحى مشت. ولا تزال آثار هذه البنايات باقية إلى الآن.
كما صنع للمظفر كرة سماوية من الخشب ورسم عليها جميع الكواكب التي رصدها العلماء الأوائل.
وعندما آلت جزيرة صقلية إلى الملك الألماني فريدريك الثاني أرسل إلى صديقه الملك الكامل بعدة مسائل في الهندسة والرياضة فبعث بها إلى علم الدين قيصر تعاسيف فكتب جوابها، وكان قيصر أشهر من أنجبت مصر والشام من الرياضيين. عاش قيصر معظم حياته في حماة، ولكن غادرها إلى دمشق آخر أيامه حيث وافته المنية هناك في شهر رجب من سنة 649 هـ / سبتمبر 1251 م عن عمر يقارب خمسة وسبعين عاما.
علم الدين قيصر بن أبي القاسم بن عبد الغني بن مسافر الحنفي، المهندس المعروف بتعاسيف. ذكره أبو الفداء صاحب حماة في تاريخه فقال: اشتغل بمصر والشام ثم بالموصل على كمال الدين موسى بن يونس وقرأ عليه الموسيقى، وتوفي بدمشق في رجب سنة 649 هـ، وكان مولده 574 هـ بأصفون من شرقي صعيد مصر، وذكره أيضًا في موضع آخر من تاريخه في ترجمة جدّه الملك المظفر صاحب حماه المتوفي سنة 643 هـ.